# فانيا لاريسا
فانيا لاريسا (بالإندونيسية: Vania Larissa) هي مغنية إندونيسية، ولدت في 18 نوفمبر 1995 في بونتياناك في إندونيسيا.